# ودت تک
ودت تک (انگلیسی: Vedat Tek؛ 1873 – ۱۹۴۲ (۶۸−۶۹ سال)) معمار، و استاد دانشگاه اهل امپراتوری عثمانی بود.